# اقتصاد المكسيك

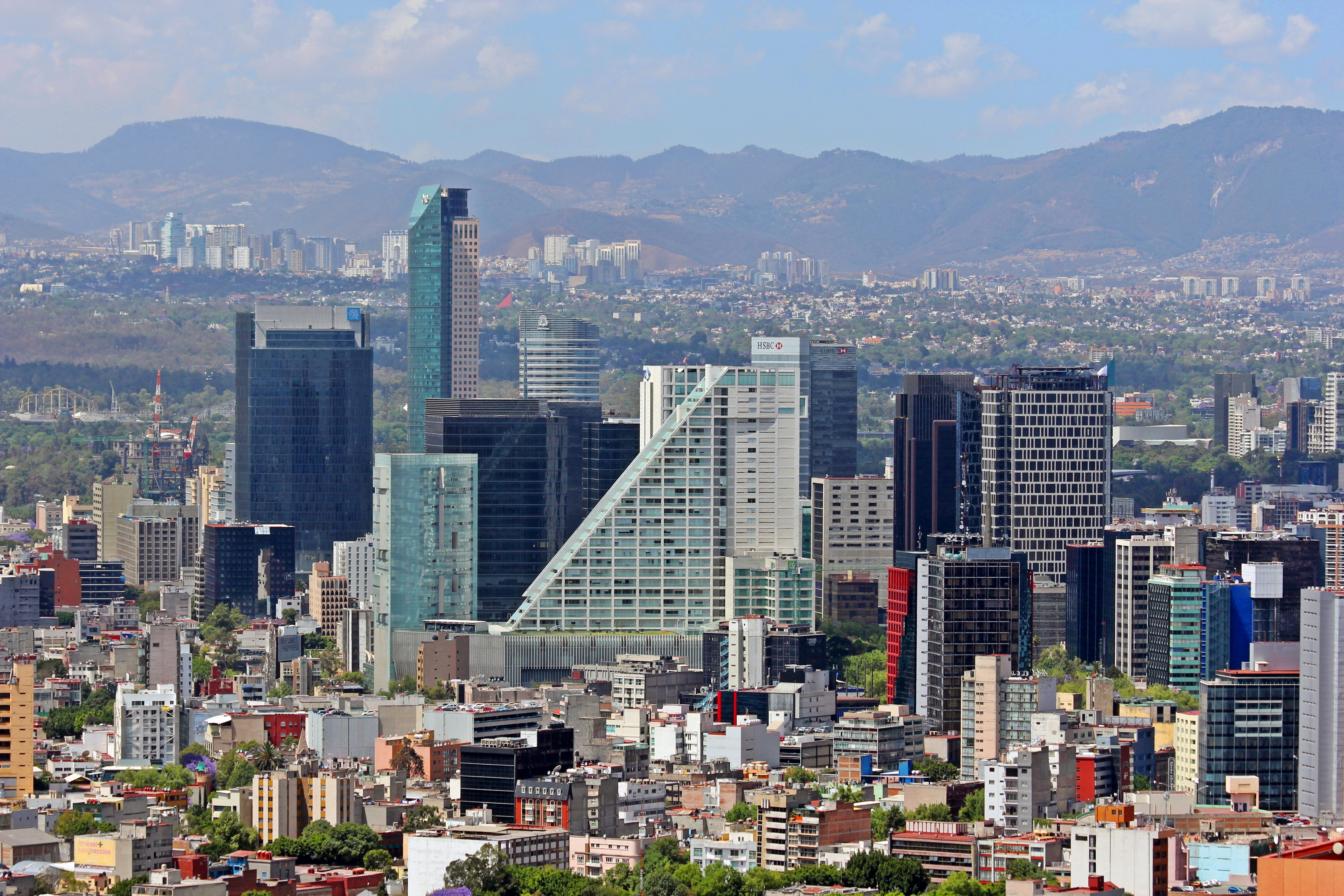

يحتلّ اقتصاد المكسيك المرتبة الخامسة عشرة في العالم من حيث القيمة الاسمية والمرتبة الحادية عشرة في العالم من حيث تَعادُل القوّة الشرائية، وذلك بحسب صندوق النقد الدولي. منذ أزمة 1994، حسَّنت الإدارات من أساسيات الاقتصاد الكليّ للبلاد. لم تتأثر المكسيك بشكل كبير بأزمة أمريكا الجنوبية عام 2002، وحافظت على معدلات نمو إيجابية وإن كانت منخفضة، بعد فترة وجيزة من الركود في عام 2001. ومع ذلك، كانت المكسيك إحدى دول أمريكا اللاتينية الأكثر تضرراً من الركود في عام 2008 مع تقلص الناتج المحلي الإجمالي لأكثر من 6٪ في تلك السنة.
شَهِد الاقتصاد المكسيكي استقراراً غير مسبوق في الاقتصاد الكلي، ما أدّى إلى خفض معدلات التضخم المالي وأسعار الفائدة إلى مستويات قياسية وزيادة دخل الفرد. على الرغم من هذا، لا تزال هناك فجوات هائلة بين سكان الحَضَر والريف، والولايات الشمالية والجنوبية، والأغنياء والفقراء. تتضمن بعض القضايا التي لم يُتوصّل لحل لها، تحسين البنية التحتية، وتحديث النظام الضريبي وقوانين العمل، والحد من التفاوت في الدخل. شَكّلَت عائدات الضرائب مجتمعة ما نسبته 19.6 في المئة من الناتج المحلي الإجمالي في عام 2013، إذ تعتبر الأقل بين 34 دولة في منظمة التعاون الاقتصادي والتنمية.
يحتوي الاقتصاد على قطاعات صناعية وخدمية حديثة وسريعة التطور، مع تزايد في الملكية الخاصة. وسَّعت الإدارات الحديثة نطاق المنافسة في الموانئ والسكك الحديدية والاتصالات وتوليد الكهرباء وتوزيع الغاز الطبيعي والمطارات بهدف تحسين البنية التحتية. كاقتصاد موجه نحو التصدير، فإن أكثر من 90٪ من التجارة المكسيكية تخضع لاتفاقيات التجارة الحرة FTAs مع أكثر من 40 دولة، بما في ذلك الاتحاد الأوروبي واليابان وإسرائيل ومعظم دول أمريكا الوسطى والجنوبية. تُعتبر اتفاقية التجارة الحرّة لأمريكا الشمالية NFTA أكثر اتفاقيات التجارة الحرة نفوذاً، والتي دخلت حيّز التنفيذ في عام 1994، وجرى توقيعها في عام 1992 من قبل حكومات الولايات المتحدة وكندا والمكسيك. في عام 2006، شكلت التجارة مع شريكي المكسيك الشماليين ما يقارب 90 ٪ من صادراتها و 55 ٪ من وارداتها. في الآونة الأخيرة، وافق كونغرس الاتحاد على الإصلاحات الضريبية والتقاعدية والقضائية الهامة، وتُجرى حاليًا مناقشة عملية الإصلاح في صناعة النفط. كان لدى المكسيك 15 شركة ضمن قائمة تصنيف «فوربس غلوبال 2000» لأكبر الشركات في العالم لعام 2016.
بلغ مجموع القوى العاملة في المكسيك 52.8 مليون بدءاً من عام 2015. تصنِّف كل من منظمة التعاون الاقتصادي والتنمية (OCDC) ومنظمة التجارة العالمية (WTO) العمال المكسيكيين على أنهم الأكثر عملًا في العالم من حيث عدد ساعات العمل سنوياً، على الرغم من أن الربحية لكل ساعة عمل للشخص لا تزال منخفضة.

## خلفية تاريخية
حقق الرئيس المكسيكي بورفيريو دياث نمواً اقتصادياً غير مسبوق خلال الربع الأخير من القرن التاسع عشر. ترافق هذا النمو مع الاستثمار الأجنبي والهجرة الأوروبية وتطوير شبكة سكك حديدية فعالة واستغلال الموارد الطبيعية للبلاد. بلغ معدل النمو الاقتصادي السنوي بين عامي 1876 و1910  نحو 3.3٪ وسطياً. تحرز المُلكية الواسعة تقدماً ملحوظاً إذ تُكدِّس الشركات الأجنبية ملايين الهكتارات من الأراضي. وبنهاية الديكتاتورية، أصبحت 97 ٪ من الأراضي الصالحة للزراعة تنتمي إلى 1 ٪ من السكان و95 ٪ من الفلاحين لا يمتلكون أي أراضٍ. بل أصبحوا عمالاً في المزارع الكبيرة أو شكلوا بروليتاريا حضرية بائسة تُسحق ثوراتهم واحدة تلو الأخرى.
أدى القمع السياسي والاحتيال، بالإضافة إلى عدم المساواة في الدخل الذي تفاقم بسبب نظام توزيع الأراضي الذي يعتمد على مبدأ اللاتيفونديا (الأملاك الشاسعة)، والتي كانت تُدار فيه المزارع الكبيرة «هايسيندا» من قبل قِلّة قليلة ويعمل فيها الملايين من الفلاحين ذوي الرواتب المنخفضة وممن يعيشون في ظروف محفوفة بالمخاطر، إلى الثورة المكسيكية (1910-1920)، وهي نزاع مسلح حوّرَ الهيكل السياسي والاجتماعي والثقافي والاقتصادي للمكسيك بشكل جذري خلال القرن العشرين ضمن إطار الديمقراطية الاجتماعية. خلّفت الحرب خسائر فادحة في الاقتصاد والسكان، وتراجعت تلك الخسائر على مدار أحد عشر عامًا بين 1910 و 1921. كان من المقرر أن يُعاد إعمار البلاد في العقود التالية.
أطلق المؤرخون الاقتصاديون على الفترة الممتدة من 1930 حتى 1970 اسم «المعجزة المكسيكية»، وهي فترة من النمو الاقتصادي عقب نهاية الثورة المكسيكية واستئناف تراكم رأس المال خلال وقت السلم. خلال هذه الفترة، تبنّت الأمة السياسة الاقتصادية التصنيع لاستبدال الواردات ISI التي ساهمت بحماية وتعزيز تنمية الصناعات الوطنية. شهدت المكسيك طفرة اقتصادية توسعت خلالها الصناعات بسرعة في إنتاجها. إذ تضمنت التغييرات المهمة في الهيكل الاقتصادي، التوزيع المجاني للأراضي للفلاحين بموجب مفهوم الإيجيدو (الأرض المشاع)، وتأميم شركات النفط والسكك الحديدية، وإدخال الحقوق الاجتماعية في الدستور، وتأسيس النقابات العمالية الكبيرة والمؤثرة، وتطوير البنية التحتية. بينما تضاعف عدد السكان من عام 1940 إلى 1970، زاد الناتج المحلي الإجمالي ستة أضعاف خلال نفس الفترة.
وصل النمو في ظل نموذج  ISIإلى ذروته في أواخر الستينيّات. خلال سبعينيات القرن الماضي، حاولت الإدارات الرئاسية للرئيسين إيشيفريا (1970- 1976) ولوبيز بورتيلو (1976-1982) إدراج التنمية الاجتماعية في سياساتها، وهو جهد استلزم المزيد من الإنفاق العام. مع اكتشاف حقول النفط الشاسعة في ظلّ ارتفاع أسعار النفط وانخفاض -وحتى سلبية-  أسعار الفائدة الدولية، قررت الحكومة الاقتراض من أسواق رأس المال الدولية للاستثمار في شركة النفط المملوكة للدولة، والتي بدورها وفرّت مصدر دخل طويل الأمد لتعزيز الرعاية الاجتماعية. أنتجت هذه الطريقة نموًا ملحوظًا في الإنفاق العام، وأعلن الرئيس لوبيز بورتيلو أن الوقت قد حان «لإدارة الازدهار» إذ ضاعفت المكسيك إنتاجها من النفط لتصبح رابع أكبر مُصدِّر في العالم.
في فترة 1981-1982، تغيَّر المشهد الدولي فجأة: إذ انخفضت أسعار النفط وارتفعت أسعار الفائدة. في عام 1982، عَمِل الرئيس لوبيز بورتيلو (1976- 1982) قبل انتهاء فترة رئاسته، على تعليق مدفوعات الديون الخارجية، وتخفيض قيمة البيزو وتأميم النظام المصرفي، إلى جانب العديد من الصناعات الأخرى التي تأثرت بشدة بالأزمة، من بينها صناعة الصُلب. على الرغم من أن سياسة استبدال الواردات كانت قيد التطبيق خلال حقبة من التصنيع، فإنه بحلول الثمانينيّات، كان من الواضح أن الحماية المطولة قد أنتجت قطاعاً صناعياً غير قادر على المنافسة، مع مكاسب إنتاجية منخفضة.
كان الرئيس دي لا مدريد (1982- 1988) الأول من سلسلة من الرؤساء الذين بدؤوا بتنفيذ الإصلاحات الليبرالية الجديدة. بعد أزمة عام 1982، كان المُقرِضون غير مستعدين للعودة إلى المكسيك، ولجعل الحساب الجاري في حالة توازن، لجأت الحكومة إلى تخفيض قيمة العملة، الأمر الذي أدى بدوره إلى تضخم مالي غير مسبوق، والذي حقّق أعلى مستوى في التاريخ في عام 1987 ليصل 139.7٪.
تمثّلت الخطوة الأولى نحو تحرير التجارة بتوقيع المكسيك على الاتفاقية العامة للتعرِفة الجمركية والتجارة (جات) في عام 1986 في عهد الرئيس دي لا مدريد. خلال إدارة ساليناس (1988- 1994) تمّت خصخصة العديد من الشركات المملوكة للدولة. إذ تحوّلت شركة الهاتف تيلميكس من احتكار حكومي إلى احتكار خاص، وذلك بعد بيعها لكارلوس سْلِم. غير أن شركة بيميكس الحكومية للنفط أو قطاع الطاقة لم تفتح أبوابها أمام مستثمري القطاع الخاص. علاوة على ذلك، تمت خصخصة النظام المصرفي الذي تم تأميمه في الساعات الأخيرة من إدارة لوبيز بورتيلو في عام 1982، ولكن بعد استبعاد البنوك الأجنبية. عمل ساليناس جاهداً لإدراج المكسيك ضمن اتفاقية التجارة الحرة لأمريكا الشمالية، موسعاً إيّاها من اتفاقية بين الولايات المتحدة وكندا. وقد جرى التوقيع على اتفاقية التجارة الحرة لأمريكا الشمالية الموسعة في عام 1992، بعد التوقيع على ملحقين إضافيين بشأن البيئة ومعايير العمل، ودخلت حيّز التنفيذ في 1 يناير 1994.